# Montegiorgio

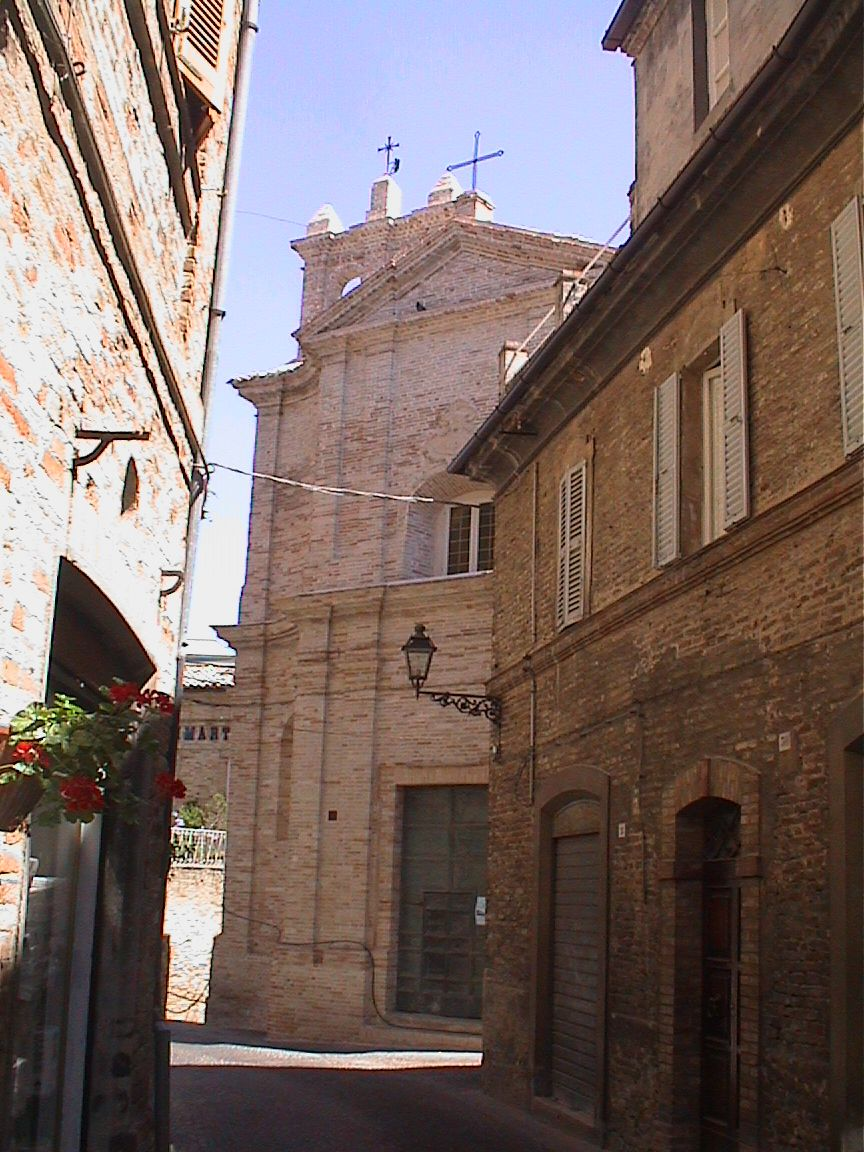
San Michele de Montegiorgio

Montegiorgio (en dialecte : Muntijorgiu, Muntijorgio ou Muntijò) est une commune italienne d'environ 6 600 habitants, située dans la province de Fermo, dans la région Marches, en Italie centrale.

## Histoire
Durant les années 1960, les hommes de la commune ont été invités à participer à l'étude épidémiologique Seven Countries Study dont le but était de mieux connaitre les facteurs de risque associés aux maladies cardiovasculaires. Certains ont été suivis durant plus de 50 ans,,.

## Culture
La municipalité a donné le nom d'Alaleona au théâtre municipal en hommage au compositeur Domenico Alaleona, natif de la ville.

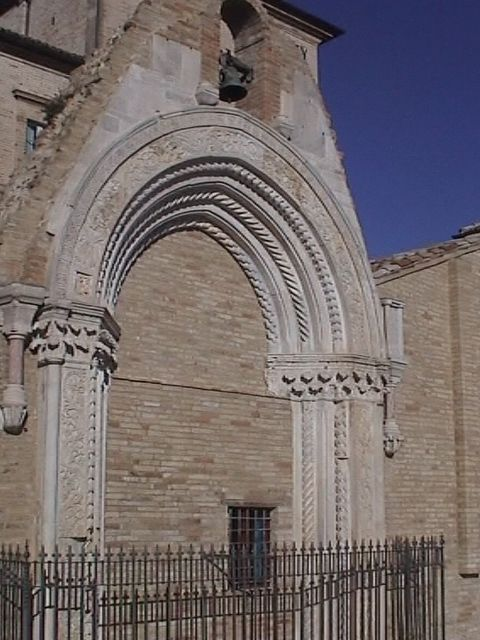
Restes de la porte de l’ancienne église San Salvatore

## Administration
| Période                                  | Période | Identité | Étiquette | Qualité |
| ---------------------------------------- | ------- | -------- | --------- | ------- |
|                                          |         |          |           |         |
| Les données manquantes sont à compléter. |         |          |           |         |

### Communes limitrophes
Belmonte Piceno, Falerone, Fermo, Francavilla d'Ete, Magliano di Tenna, Massa Fermana, Montappone, Monte San Pietrangeli, Monte Vidon Corrado, Rapagnano